# Barunha Ermodun Zhen
Barunha Ermodun Zhen (kinesiska: 巴润哈尔莫墩镇, 巴润哈尔莫墩) är en köping i Kina. Den ligger i den autonoma regionen Xinjiang, i den nordvästra delen av landet, omkring 210 kilometer sydväst om regionhuvudstaden Ürümqi. Antalet invånare är 19 369. Befolkningen består av 9 232 kvinnor och 10 137 män. Barn under 15 år utgör 20,0 %, vuxna 15-64 år 75 %, och äldre över 65 år 4,0 %.
Genomsnittlig årsnederbörd är 176 millimeter. Den regnigaste månaden är juni, med i genomsnitt 59 mm nederbörd, och den torraste är januari, med 1 mm nederbörd.